# Уранов, Алексей Александрович
Алексе́й Алекса́ндрович Ура́нов (12 [25] января 1901, Пенза — 14 октября 1974, Москва) — советский геоботаник, фитоценолог. Профессор, автор многих работ по теории фитоценологии, в частности по вопросам взаимодействия растений и их жизненного состояния в фитоценозах, а также ряда учебных пособий. Проводил исследования растительности степной и южной части лесной зон СССР. Один из основателей школы популяционной биологии растений.

## Биография
Родился в Пензе, в семье священника. Учился в местной гимназии, где преподавателем естествознания был известный краевед и биолог Иван Иванович Спрыгин, под влиянием которого у Алексея возник серьёзный интерес к ботанике. «Иван Иванович и дал мне первое научное задание — изучить пензенские ивы. Несколько лет я занимался ивами и мог бы заниматься и дальше, если бы он нашёл это нужным», — позднее вспоминал Алексей. Уранов подружился со своим учителем, с его семьёй и позже женился на дочери Ивана Ивановича Марии.
В 1919 году после окончания гимназии Уранов поступил в Пензенский институт народного образования, одновременно работал сотрудником Пензенского государственного заповедника. Однако вскоре И. Спрыгин был приглашён занять должность профессора на кафедре ботаники Туркестанского государственного университета. В 1920 году Алексей Александрович вслед за учителем переехал в Ташкент, поступил в университет и одновременно устроился на работу научным сотрудником в Ташкентский ботанический сад. Кроме Спрыгина, в Ташкенте тогда работали такие ботаники, как Е. П. Коровин, М. В. Культиасов, П. А. Баранов, М. Г. Попов, А. В. Благовещенский, И. А. Райкова. Общение с молодыми коллегами сказалось на Алексее Уранове, на его становлении как учёного.
В Ташкенте Уранов проучился недолго, хотя в качестве ботаника успел собрать гербарные образцы, некоторые из которых сохранились до настоящего времени. В 1922 году он перевёлся в Московский государственный университет, где увлёкся геоботаникой. В 1923 году на кафедре ботаники МГУ, которую возглавлял М. И. Голенкин, профессор В. В. Алёхин стал вести специальный семинар по геоботанике, и Алексей Уранов стал его активным участником. Идеи Алёхина в области фитоценологии и ботанической географии оказали сильное влияние на научное мировоззрение Алексея Александровича. В 1924 году Уранов стал одним из первых выпускников кафедры ботаники МГУ, однако экзамены ему пришлось сдавать досрочно: как сыну священника ему грозило исключение из университета. После окончания университета Уранов стал младшим научным сотрудником Научно-исследовательского института ботаники при МГУ и одновременно работал в музее Центрально-Промышленной области.

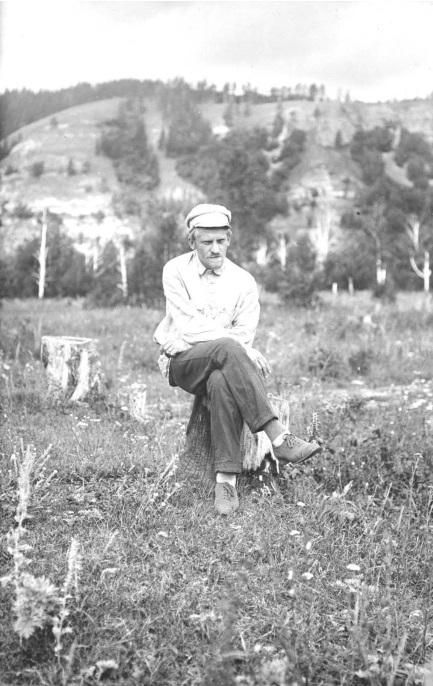
Экспедиция в Жигулёвских горах. 1928

Начиная со студенческих лет и ежегодно до 1932 года Алексей Уранов принимал участие в различных ботанических экспедициях. В комплексной Нижегородской геоботанической экспедиции под руководством В. В. Алёхина и С. С. Станкова в 1926—1928 годах Алексей Александрович возглавлял один из отрядов. Он участвовал также в комплексной Московской геоботанической экспедиции (1925—1932 года), работал в экспедиции Средневолжского края в Оренбургской области в 1930—1932 годах, в экспедициях, картировавших территории Жигулёвского (1928) и Наурзумского (1929) заповедников. На родине, в Пензенской области, Уранов проводил полевые наблюдения до 1939 года, здесь же, в Попереченской степи, он собрал данные для первой опубликованной научной статьи.

### Работа в Московском педагогическом институте
В 1928 году по приглашению Л. М. Кречетовича Алексей Александрович перешёл на работу ассистентом на кафедре ботаники во Втором Московском университете, в 1930 году преобразованном в Московский государственный педагогический институт. С 1930 года занимал должность доцента. В 1941 году он завершил работу над кандидатской диссертацией, однако её защита не состоялась, и рукопись погибла при пожаре в здании института в годы Великой Отечественной войны. Звание кандидата было присвоено Уранову по совокупности работ.
Во время Великой Отечественной войны Уранов оставался в Москве. По одним сведениям в октябре 1941 года он вступил в Московское ополчение, но уже в ноябре, после возобновления занятий в МГПИ, был отозван с фронта. По другим данным, его не взяли в ополчение из-за проблем с сердцем. Алексей Александрович состоял в группе самообороны МГПИ, проживал в Тихомировском корпусе на казарменном положении. В 1944—1945 годах одновременно трудился помощником директора института по научной части. В 1952 году Уранов стал заведующим кафедрой ботаники, в 1960 году он был утверждён в звании профессора.
В период лысенковщины Алексей Уранов старался не втягивать кафедру ботаники в споры, одновременно пытаясь не позволить проникнуть в коллектив лысенковским идеям. Кроме того, он принял на работу Т. И. Серебрякову, ранее уволенную из Ботанического сада МГУ за «вейсманизм-морганизм». Впоследствии именно она сменила его на посту заведующего кафедрой.
С 1949 года, после смерти В. В. Алёхина, Алексей Александрович Уранов работал также в МГУ, где читал на кафедре ботаники профильный курс, вёл занятия геоботанического кружка, руководил курсовыми и дипломными работами, читал лекции по общей ботанике и географии растений на почвенном отделении. После запрета совместительства в 1959 году Алексей Уранов колебался, в каком вузе оставаться на постоянной работе, но в итоге выбрал МГПИ.
В 1960 году МГПИ им. В. И. Ленина был объединён с МГПИ им. В. П. Потёмкина, где кафедрой ботаники заведовал также крупный учёный профессор И. Г. Серебряков. Слияние уже сложившихся коллективов двух кафедр проходило довольно сложно, но под руководством Уранова удалось сформировать единый работоспособный коллектив. Разработанные И. Г. Серебряковым методы морфологического анализа разных жизненных форм в онтогенезе нашли своё применение для выделения онтогенетических состояний растений при изучении возрастной структуры и динамики популяций и в научном направлении Уранова.
В 1963 году была создана Проблемная биологическая лаборатория «Численность популяций растений и животных и воспроизводство полезных видов», в которой под руководством А. А. Уранова и И. Г. Серебрякова начались работы по изучению численности и онтогенетической структуры ценопопуляций растений. Сотрудники лаборатории исследовали онтогенез и структуру ценопопуляций более 200 видов растений, результаты работ нашли отражение в серии тематических сборников и коллективных монографий. Уранов стал одним из основателей направления популяционной биологии растений, его ученики и последователи и в настоящее время продолжают работать в этой области, центрами исследования популяционно-онтогенетического направления сегодня являются МГПУ и Марийский государственный университет.
А. А. Уранов долгое время был председателем Учёного совета МГПИ и Учёного совета биолого-химического факультета и биолого-почвенного факультета МГУ, членом Советов по защите диссертаций в МГПИ и в МГУ, членом Проблемного совета БИН АН СССР. Он был также председателем Совета по биологии и возглавлял ряд научно-методических комиссий при министерствах просвещения СССР и РСФСР, работал членом редколлегии журнала «Биологические науки», в издательствах «Большая Советская энциклопедия» и «Просвещение». Долгое время был председателем Московского отделения и вице-президентом Всесоюзного ботанического общества.
Умер в 1974 году. Работал до последнего дня: ещё за полчаса до смерти он редактировал тезисы доклада на XII Международном ботаническом конгрессе. Был похоронен на Донском кладбище Москвы.

## Семья

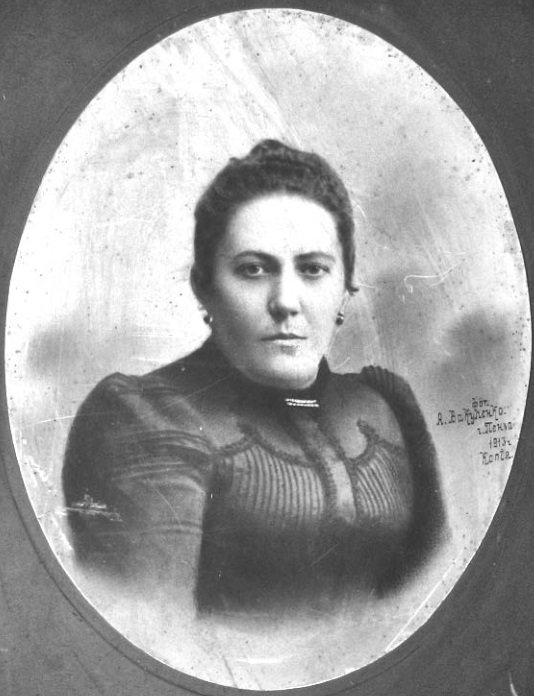
Елена Алексеевна, 1913

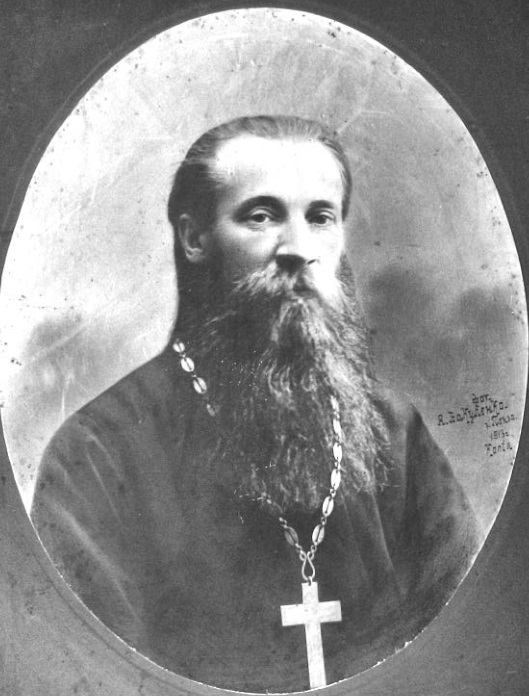
Александр Сергеевич, 1913

Отец — Александр Сергеевич Уранов — был священником в Пензе, мать Елена Алексеевна, в девичестве Артоболевская, также происходила из семьи священников. Её брат Иван Артоболевский был протоиереем, учёным-богословом, причислен к лику святых. Кроме Алексея, в семье было ещё шестеро детей, а также четыре рано осиротевшие племянницы. Двоюродные братья Алексея Сергей Иванович и Иван Иванович Артоболевские также стали учёными, специалистами в области теории механизмов и машин, причём последний стал академиком АН СССР и Героем Социалистического Труда.

## Научные интересы
К наиболее крупным теоретическим обобщениям А. А. Уранова специалисты относят:
- дополнения к шкале Друде для определения обилия растений;
- теория сопряжённости ценопопуляций растений в фитоценозах и уравнения сопряжённости;
- концепция «Фитогенного поля»;
- новые методы оценки жизненного состояния особи и популяции;
- концепция дискретного описания онтогенеза растений;
- волновая теория развития ценопопуляций. Формула расчёта коэффициента возрастности онтогенетических состояний.

В своей последней статье, вышедшей в 1975 году, Алексей Александрович сформулировал три важнейшие задачи популяционной экологии, которые необходимо было решить в ближайшем будущем:
1. «Изучение онтогенеза как элементарных волновых процессов, повторяющихся из поколения в поколение и связанных с переносом энергии»;
2. «Исследование волн онтогенеза в их взаимодействиях, столкновениях и деформациях…, что подводит нас вплотную к характеристике фитогенного поля популяций»;
3. «Расшифровка местных колебаний растений в сообществе (микрогруппировок, ярусов, синузий) как наложений и деформаций фитоценотических волн…, что приведёт к пониманию фитогенного поля фитоценозов».

### Фитоценология
Алексей Уранов был одним из крупнейших советских геоботаников. Его первая научная работа, опубликованная в 1925 году, называлась «Материалы к фитосоциологическому описанию заповедной степи близ деревни Поперечная Пензенской губернии в связи с законом константности». Уже в ней был заметен интерес учёного к проблеме объективизации методов описания растительности. Он пытался разграничить объективные закономерности и субъективные результаты, придя к выводам, что в пределах одного фитоценоза большинство видов имеет низкое обилие, а общее число видов прямо пропорционально площади, занимаемой сообществом.
К вопросу соотношения числа видов и площади ценоза Уранов возвращался и в дальнейших работах. Как пишут его биографы, для него вообще была характерна глубина и последовательность развиваемых взглядов. Так, продолжая тему работы 1925 года, он в 1966 году предложил единую математическую модель, характеризующую зависимость площади и числа видов. Модель учитывала множество параметров — предел видовой насыщенности, площадь облигатной встречаемости, площадь полувыявления флористического состава и т. д. — и основывалась на идее, что разнообразие видового состава зависит не только от размеров площади сообщества, но и от степени разнообразия микроусловий в нём. Модель можно было применить к любой растительной ассоциации. Уранов отмечал свойства площадей полувыявления, которые, невзирая на различие размеров в разных ассоциациях, эквивалентны по признаку флористического состава сообществ и, кроме того, отражают степень их гомогенности. Поэтому площадь полувыявления флористического состава может быть использована для определения размеров площадей, занятых фитоценозами. Эти его выводы предвосхитили идеи современной экологии и фитоценологии о видовом богатстве как мере биологического разнообразия и устойчивости экосистем.
Склонность Алексея Александровича к точным математическим методам в геоботанике была замечена ещё В. В. Алёхиным и активно им поощрялась. Их совместная работа, посвящённая методике геоботанического исследования степей, в которой теоретические обобщения и строгие математические методы Уранова хорошо гармонировали с представлениями Алёхина о растительном покрове, вышла в журнале «Советская ботаника» за 1933 год. В ней предлагались различные способы объективизации учётов обилия видов на пробных площадках, основанные на исследованиях Уранова и сотрудников геоботанической лаборатории Института агропочвоведения ВАСХНИЛ в 1931 году.
В 1935 году в журнале «Советская ботаника» была опубликована совместная статья Уранова и Алёхина об основных понятиях и классификационных системах фитоценологии. В ней подводился итог работы Московской комиссии по выработке фитоценотической терминологии и классификаций, председателем которой был Алёхин, а секретарём — Уранов. В статье были определены ключевые понятия фитоценологии (фитоценоз, ярус, синузия, растительная группировка) и её классификационные единицы (социация, ассоциация, формация, тип растительности). Также впервые были указаны позиции московской геоботанической школы, созданной Алёхиным и различающей, в частности, понятия «фитоценоз» (способен к самовосстановлению) и «растительная группировка» (не имеет такой способности).

### Теория сопряжённости
В 1935 году вышла статья Уранова «О сопряжённости компонентов растительного ценоза», в которой он дал новое определение понятию сопряжённости, которую рассматривал как взаимосвязанные изменения количеств действующего и подчинённого видов, растущих в одном ценозе, а не просто как совместную встречаемость, подобно другим авторам. Он описал различные виды сопряжённости, различные новые для фитоценологии параметры, выявил ряды конкурентной напряжённости видов, составляющих одно сообщество. Рассматривая фитоценоз как систему взаимодействующих видов, Алексей Александрович пришёл к выводу, что в естественных ценозах обилие видов не достигает величин, при которых может начаться их убыль в результате внутривидовой конкуренции, то есть обилие видов в естественных ценозах лимитируется межвидовой конкуренцией, которая сопровождается большими абсолютными, но малыми относительными потерями у конкурентно сильных видов и малыми абсолютными, но большими относительными потерями у конкурентно слабых. Уже в этой статье Уранов вплотную подошёл к методике математического моделирования, которая получила признание значительно позже, в 1960—1970-х годах.
Теорию сопряжённости Алексей Александрович развивал всю дальнейшую жизнь. В 1955 году им была предложена математическая модель сопряжённости, позволяющая оценить различие в силе воздействия видов друг на друга на фоне изменяющихся условий существования. Она учитывала и существенные особенности видов, и влияние на них факторов среды, в ней использовалось понятие экологического потенциала, однако при нулевом значении количества действующего вида функция превращалась в бесконечность, что не имело биологического смысла. Этот недостаток Уранов исправил в последующих работах. Сначала в работе 1965 года он ввёл понятие фитогенного поля, под которым понимал некоторое пространство, в пределах которого среда приобретает новые свойства, определяемые присутствием в ней особи. В работе 1968 года Уранов изменил содержание понятия экологического потенциала и ввёл представление о частоте совпадений минимальных фитогенных полей у особей действующего и подчинённого видов. Пригодность получившейся модели неоднократно проверялась и самим Урановым, и его учениками, результаты этих исследований были опубликованы в коллективной монографии «Ценопопуляции растений: развитие и взаимоотношения», вышедшей в 1977 году.

### Популяционная биология
В последние двадцать лет жизни Алексей Александрович работал в области онтогенетическо-популяционной фитоценологии, позднее названной популяционной биологией растений. Именно его работы (1960, 1973, 1974, 1975 годов), как пишет самарский ботаник В. Н. Ильина, стали отправной точкой для исследований в этой области. Уранов разделил понятия «календарный возраст» и «возрастное (онтогенетическое) состояние» растений, доказал, что онтогенетическое состояние может служить универсальной мерой онтогенетических изменений у растений разных жизненных форм, и показал, что степень участия старческих растений в популяции является важным показателем их жизненного состояния. Популяционную жизнь растений Уранов рассматривал как динамическое, меняющееся со временем явление. В 1969 году совместно с О. В. Смирновой он опубликовал работу, основанную на этом принципе, в которой представлена классификация популяций многолетних растений. Также он развивал идеи о волнообразных изменениях плотности и онтогенетической структуры ценопопуляций, возникающих как следствие их неустановившихся отношений с экотопом. По его мнению, равновесие популяций со средой наступает только при сбалансированном постоянстве их плотности и онтогенетического состава. В пределах одного участка население каждого вида образует популяционный поток из сменяющих друг друга ценопопуляций.

## Педагогическая работа
Педагогической работой Алексей Уранов занимался с 1925 года, когда В. В. Алёхин поручил ему вести семинар по геоботанике. С 1930 года и до конца жизни он читал лекции в МГУ и МГПИ по многим ботаническим дисциплинам. К подготовке лекций он относился крайне ответственно, считая, что объём материала, проработанного лектором, должен в 10 раз превышать сумму знаний, которые унесут с собой слушатели. Многие лекции он писал заранее, ежегодно их усовершенствуя и дополняя, так что курсы не повторялись, а изменялись из года в год. Он говорил: «Хорошая лекция — день полноценной работы».
Лекции Уранова, как пишут его биографы, отличались от прочих некоей торжественностью и тщательностью как в отборе наглядных пособий, так и в облике самого лектора — всегда собранного и нарядно одетого, не позволявшего себе вести лекцию не в костюме даже зимой в неотапливаемых аудиториях в годы Великой Отечественной войны. Его лекции вызывали интерес у слушателей своей ёмкостью, логичностью и образностью: «Лекция должна учить мыслить, обсуждать; не повторять учебник, а корректировать его, добавляя новый и исправляя старый фактический и идейный материал».
О лекциях Уранова в МГУ оставили свои воспоминания многие известные учёные. А. И. Шретер писал, что лекция Уранова по анатомии растений вызвала у студентов восхищение, а по её окончании И. Г. Серебряков от лица студентов преподнёс Алексею Александровичу букет цветов. А. Г. Еленевский вспоминал, что за всё время своего обучения в МГУ полностью прослушал и записал только один биологический курс — лекции Уранова по геоботанике. В сборнике «Автопортреты поколения биологов», изданном в 2000 году, многие выпускники биологопочвенного факультета МГУ, окончившие его в 1950—1960-х годах, называют Уранова лучшим лектором факультета. Остались в памяти у выпускников и заседания ботанических кружков в МГПИ и в МГУ, в которых участвовал Уранов. Так, М. Г. Вахрамеева вспоминает, что именно под впечатлением занятий студенческого кружка, которым руководил Уранов, решила стать геоботаником.
В педагогическом институте Алексей Уранов читал самые разные курсы — общую ботанику для заочников, систематику низших и высших растений, ботаническую географию и спецкурс по геоботанике (для студентов очных отделений); методологию систематики для преподавателей вузов. Он уделял внимание усовершенствованию учебного процесса в педагогических вузах, стремясь привить будущим учителям стремление к исследованиям и наблюдениям в природе. В 1951 году им было написано пособие «Курсовые работы по ботанике».
Всего у Алексея Александровича Уранова было более 40 аспирантов, из которых 40 человек защитили кандидатские диссертации, а 12 стали докторами: Л. М. Черепнин, А. П. Пошкурлат, Ю. А. Злобин, Н. В. Трулевич, Н. Д. Кожевникова, Л. А. Жукова, Т. Г. Соколова, О. В. Смирнова, А. Д. Булохов, Н. И. Шорина, Л. Б. Заугольнова, Е. И. Курченко. Своим аспирантам Уранов уделял много времени, не только еженедельно выделяя 1,5—2 часа на беседы по поводу научной работы и прочитанной аспирантом литературы, но и выезжая к ним на полевые работы. В 1960—1970-х годах из-за недостатка времени такая практика прекратилась, но индивидуальный подход к каждому аспиранту сохранился, причём из экспедиций они должны были раз в две-три недели присылать письма-отчёты.
В 1968—1971 годах в МГПИ действовал факультет повышения квалификации преподавателей педвузов (ФПК). Обучение на нём длилось три месяца с ежедневными шестичасовыми занятиями. Уранов видел цель ФПК в обновлении научного содержания преподаваемых дисциплин и в обмене педагогическим и методическим опытом между преподавателями разных вузов. Благодаря его организаторским способностям удалось эффективно организовать работу кафедры ботаники на ФПК. К работе были привлечены практически все преподаватели кафедры ботаники, осенний поток ориентировался на изучение морфологии и анатомии растений, весенний — на изучение систематики, флористики и эволюции растений. Занятия проходили в форме как лекций и семинаров, так и экскурсий на природу и в научные учреждения Москвы (ГБС РАН, ИФР РАН, МГУ и другие). Благодаря такой организации процесса занятия проходили весьма эффективно как для слушателей, так и для самих сотрудников кафедры, вынужденных серьёзно и постоянно обновлять свои знания и совершенствовать педагогические навыки. Алексей Александрович читал лекционный курс «Методологические основы систематики растений в их историческом развитии», конспект лекций которого был издан в 1979 году, после его смерти.
Более двадцати лет Уранов являлся председателем Научно-методического совета по биологии при Министерстве просвещения СССР, настояв на включении учебно-полевых практик в учебные планы педагогических вузов и опубликовав программу такой практики по ботанике и пособие для студентов «Наблюдения на летней практике». В своих докладах и выступлениях в министерствах просвещения СССР и РСФСР Уранов последовательно продвигал своё мнение, что учитель должен хорошо знать местную флору и фауну и поэтому одной из важнейших задач для педвузов является создание научных гербариев и зоологических коллекций.
За заслуги в области народного образования А. А. Уранов был награждён орденом Трудового Красного Знамени, нагрудным знаком «Отличник народного просвещения РСФСР» и другими правительственными наградами.
В одном из последних писем он писал:

Вы все: студенты, аспиранты, преподаватели и те, кто у меня чему-то научились, мне дороги как люди, как мой труд, вернее — результат его. Я хочу, чтобы вы хорошо росли и крепли, чтобы головы у всех хорошо работали, чтобы вы развивали наше общее дело — популяционную ботанику. В нашем популяционно-онтогенетическом направлении мы делаем первые шаги, решение дальнейших проблем я оставляю моим ученикам и ученикам моих учеников.

## Публикации
Алексеем Александровичем Урановым были опубликованы некоторые курсы своих лекций, три учебных пособия для студентов, более 30 учебных программ для вузов, а также краткий учебник по систематике растений для заочников (1948) и ряд глав в учебнике для университетов и педвузов «Систематика растений» (1950). Этот учебник переиздавался в 1962 и 1975 годах, причём в переизданиях доля текстов Уранова только возрастала. В этих учебниках Уранов выразил своё понимание систематики растений как системы взаимосвязанных наук и вузовского учебника для учителей не только как обучающего, но и как справочного издания, объём сведений в котором многократно превышает требования вузовской программы. Неопубликованные лекции по геоботанике, а также полевые дневники Уранова ныне хранятся в Пензенском государственном архиве.
Занимался Уранов и популяризацией ботаники. Он автор статьи «Геоботаника» в «Большой советской энциклопедии» (1952) и ряда статей в «Краткой географической энциклопедии» (1960). Он был одним из титульных редакторов первого тома «Жизни растений» (1974—1983), к которому написал также вводную статью «Растение и среда».

### Основные научные труды и вузовские учебники
- Уранов А. А. Систематика растений. Пособие для студентов-заочников по курсу систематики растений. — М.: Учпедгиз. — С. 3—136.;
- Уранов А. А., Курсанов Л. И., Мейер К. И., Комарницкий Н. А., Раздорский В. Ф. Ботаника. Учебник для университетов и педагогических институтов. — 5-е изд.. — М.: Учпедгиз.;
- Уранов А. А., Комарницкий Н. А., Кудряшов Л. В. Систематика растений. Учебник для педагогических институтов. — М.: Учпедгиз. — 726 с.;
- Уранов А. А. О сопряжённости компонентов растительного покрова // Учёные записки МГПИ им. А. С. Бубнова. — Вып. 1. — С. 59—86.;
- Уранов А. А. Количественное выражение межвидовых отношений в растительном ценозе // Бюллетень МОИП. Отделение биологии. — 1955. — Т. 60, вып. 3. — С. 165—198.;
- Уранов А. А. Жизненное состояние вида в растительном сообществе // Бюллетень МОИП. Отделение биологии. — 1960. — Т. 65, вып. 3. — С. 77—92.;
- Уранов А. А. Наблюдения на летней практике. Пособие для студентов. — М.: Просвещение, 1964. — 215 с.;
- Уранов А. А. Число видов и площадь // В кн.: Естественные кормовые угодья СССР. М. Наука. Труды МОИП. Т. 27. С. 183—204.;
- Уранов А. А. Онтогенез и возрастной состав популяций // Онтогенез и возрастной состав популяций цветковых растений. — М.: Наука, 1967. — С. 3—8.;
- Уранов А. А., Смирнова О. В. Классификация и основные черты развития популяций многолетних растений // Бюллетень МОИП. Отделение биологии. — 1967. — Т. 74, вып. 1. — С. 119—134.;
- Уранов А. А. Большой жизненный цикл и возрастной спектр ценопопуляций цветковых растений // Тезисы докладов 5 делегатского съезда ВБО. — Киев, 1973. — С. 74—76.;
- Уранов А. А. Из итогов популяционно-онтогенетических исследований (вместо предисловия) // Возрастной состав популяций цветковых растений в связи с их онтогенезом : Сборник трудов. — М., 1974. — С. 3—9.;
- Уранов А. А. Растения и среда // Жизнь растений. — М.: Просвещение, 1974. — Т. 1. — С. 58—86. — 487 с.;
- Уранов А. А. Возрастной спектр фитоценопопуляций как функция времени и энергетических волновых процессов // Научные доклады высшей школы. Биологические науки. — 1975. — № 2. — С. 7—34.;
- Уранов А. А. Вопросы изучения структуры фитоценозов и видовых ценопопуляций // Ценопопуляции растений : сборник. — М.: Наука, 1977. — Т. 2. — С. 7—20.;
- Уранов А. А. Методологические основы систематики растений (в их историческом развитии). Учебное пособие. — М.: изд. МГПИ им. В. И. Ленина, 1979. — 139 с.

## Память
В память А. А. Уранова кафедра ботаники МГПУ проводит научные конференции по популяционной экологии растений, фитоценологии, систематике растений и флористике. Первая такая конференция состоялась в 1975 году в Москве. Последующие, с интервалом в пять лет, проходили в Пущино, Йошкар-Оле, Костроме. Конференция, посвящённая 100-летию со дня рождения, снова прошла в Москве, а к 110-летию — снова в Костроме. На конференции собирается от 50 до 120 участников из различных городов и учреждений.
Ученики Уранова посвящают его памяти свои труды: О. В. Смирнова и Л. Б. Заугольнова — фундаментальную сводку «Восточно-Европейские леса. История в голоцене и современность»; Е. И. Курченко — монографию «Род Agrostis L. России и сопредельных стран».
Мария Леонардовна Уранова, внучка Алексея Александровича, передала его оставшиеся документы на хранение в Государственный архив Пензенской области. В состав фонда вошло 1257 единиц хранения, основную часть (более 800 дел) составляют полевые дневники, графики, конспекты, материалы по изучению растительности различных заповедников и местностей с различными климатическими условиями, доклады, статьи и лекции, рукописи и подготовительный материал к учебнику ботаники. Сохранились и рукописи научных статей и рефератов, отредактированные статьи для Большой советской энциклопедии — «Ассимиляция», «Биологическая продуктивность», «Биомасса», «Биосфера», «Генетика» и другие. Также в архиве находятся записные книжки учёного, рецензии и замечания на статьи и научные работы, карты различных территорий России, изданные Корпусом военных топографов в 1918—1923 годах, ранее принадлежавшие И. И. Спрыгину и подаренные им своему ученику, — всего около 40 карт и планов. Обширно представлена переписка Уранова как с родственниками, так и с различными учреждениями и организациями, в том числе Академией наук СССР.